# Frederik Emanuel Ramus
Frederik Emanuel Ramus (født 24. maj 1823 i København, død 11. september 1874 sammesteds) var en dansk embedsmand.
Ramus blev 1840 student fra Randers Skole, 1847 juridisk kandidat, samme år volontær i General-Toldkammer- og Kommercekollegiet, 1851 kancellist i Finansministeriets ekspeditionssekretariat, 1852 fuldmægtig sammesteds, 1855 sekretær hos finansministeren, 1857 chef for det nævnte sekretariat, udnævntes 1863 til generaltolddirektør og 1865 til generaldirektør for Skattevæsenet, med hvilken stilling han fra 1873 til sin død forbandt overledelsen af det statistiske bureau. Desuden fungerede han i et års tid, 1851-52, som sekretær i Folketinget og var 1861 finansiel tilforordnet i den Holstenske stænderforsamling. 1855 blev han kammerjunker, 1866 kammerherre og 1873 kommandør af Dannebrog. Han var et klart hoved og en ihærdig arbejder, der med levende interesse omfattede sin embedsgerning, en varm patriot og en human overordnet med et omfattende kendskab til den store stab af embedsmænd, der sorterede under ham; men han var ingen initiativets mand og havde desuden ord for at være dels vel tilbøjelig til at fordybe sig i detaljer, dels noget for ængstelig, når han skulle træffe principielle afgørelser.